# Münchhausen (Sonnewalde)
Münchhausen ist ein Siedlungsteil von Münchhausen-Ossak, einem Ortsteil der Stadt Sonnewalde im Landkreis Elbe-Elster in Brandenburg. Bis zum 26. Oktober 2003 war Münchhausen eine eigenständige Gemeinde, die vom Amt Sonnewalde verwaltet wurde.

## Lage
Münchhausen liegt in der Niederlausitz, etwa fünf Kilometer nördlich der Stadt Finsterwalde und drei Kilometer südlich von Sonnewalde. Umliegende Ortschaften sind Sonnewalde im Norden, Pießig im Nordosten, der zur Gemeinde Massen-Niederlausitz gehörende Ortsteil Ponnsdorf im Osten, Finsterwalde im Südosten, die zur Stadt Doberlug-Kirchhain gehörenden Ortsteile Hennersdorf im Südwesten und Frankena im Westen, Ossak ebenfalls im Westen sowie Schönewalde im Nordwesten.
Münchhausen liegt direkt an der Bundesstraße 96 von Luckau nach Finsterwalde. Nördlich des Ortes fließt die Kleine Elster, zudem fließt der Ponnsdorfer Graben durch den Ort, der westlich von Münchhausen in die Kleine Elster mündet.

## Geschichte
Münchhausen wurde erstmals im Jahr 1229 als „Monichusen“ urkundlich erwähnt. Der Ortsname bedeutet „Ort, in dem Mönche leben/hausen“, das Dorf befand sich ursprünglich im Besitz der Mönche des Zisterzienserklosters Dobrilugk.
Nach seiner Ersterwähnung war Münchhausen im Besitz der Burggrafen von Wettin, nachdem der Ritter Dietrich von Torgau im Jahr 1286 einige zu Lehn gehende Hufen an das Kloster Dobrilugk verkaufte. Später gehörte Münchhausen zur Pfandherrschaft Dobrilugk. Der Ort war an die Solms-Sonnenwalde verpfändet und wurde bis 1572 von Rudolf von Gersdorff wieder eingelöst worden. 1819 hatte Münchhausen 350 Stock und 1552⅞ Gulden Schatzung abzugeben. Es wurde zudem eine Kirche erwähnt, die eine Filialkirche zu Frankena war. Diese Kirche muss jedoch bis spätestens 1895 verschwunden sein, da in diesem Jahr die heutige Dorfkirche Münchhausen geweiht wurde.
1840 hatte Münchhausen laut der Topographisch-statistischen Übersicht des Regierungsbezirks Frankfurt a.d.O. 42 Wohngebäude mit 231 Einwohnern und gehörte dem Rentamt Dobrilugk an. Zum Dorf gehörten damals zwei Windmühlen. Bis 1864 stieg die Einwohnerzahl in Münchhausen auf 326 an. Zu Münchhausen gehörten damals weiterhin die zwei Windmühlen sowie zwei Ziegeleien.
Bis 1815 gehörte Münchhausen zum Luckauischen Kreis. Nach dem Wiener Kongress musste das Königreich Sachsen Teile seiner Gebiete an Preußen abtreten, danach lag Münchhausen im Landkreis Luckau im Regierungsbezirk Frankfurt in der Provinz Brandenburg. Nach dem Zweiten Weltkrieg lag die Gemeinde zunächst in der Sowjetischen Besatzungszone und anschließend in der DDR. Bei der am 25. Juli 1952 in der DDR durchgeführten Kreisreform wurde Münchhausen dem Kreis Finsterwalde im Bezirk Cottbus angegliedert. Am 1. Oktober 1973 wurde das benachbarte Ossak nach Münchhausen eingemeindet. Nach der Wende wurde der Kreis Finsterwalde in Landkreis Finsterwalde umbenannt und schließlich aufgelöst, die Gemeinde Münchhausen wurde dem Landkreis Elbe-Elster zugeordnet und schloss sich dem Amt Sonnewalde an. Am 27. September 1998 wurde Schönewalde nach Münchhausen eingemeindet. Zum 26. Oktober 2003 wurde die Gemeinde Münchhausen per Gesetz aufgelöst und in die Stadt Sonnewalde eingemeindet. Sonnewalde wurde daraufhin ein eigenständiger Ortsteil, Münchhausen und Ossak schlossen sich zu dem Doppeldorf Münchhausen-Ossak zusammen. Das Amt Sonnewalde wurde aufgelöst.

## Bevölkerungsentwicklung
| 1875 | 329 | 1939 | 339 | 1981 | 422 |
| 1890 | 339 | 1946 | 428 | 1985 | 433 |
| 1910 | 320 | 1950 | 405 | 1989 | 435 |
| 1925 | 297 | 1964 | 322 | 1995 | 448 |
| 1933 | 295 | 1971 | 309 | 2002 | 642 |

## Persönlichkeiten
- Max Jühnichen (* 1908), Politiker (DBD)